# Campionato europeo femminile under 19 di pallavolo 1979
Il Campionato europeo femminile under 19 di pallavolo 1979 si è svolto dal 21 al 28 luglio 1979 a Madrid, in Spagna. Al torneo hanno partecipato 12 squadre nazionali europee e la vittoria finale è andata per la settima volta consecutiva all'Unione Sovietica.

## Gironi
Dopo la prima fase a gironi, le prime due classificate hanno acceduto al girone per il primo posto, conservando il risultato dello scontro diretto; le ultime due classificate hanno acceduto al girone per il settimo posto, conservando il risultato dello scontro diretto.
| Girone A                                            | Girone B                                 | Girone C                             |
| --------------------------------------------------- | ---------------------------------------- | ------------------------------------ |
| Germania Ovest Paesi Bassi Polonia Unione Sovietica | Austria Bulgaria Cecoslovacchia Ungheria | Finlandia Germania Est Italia Spagna |

## Classifica finale
| Classifica | Squadre          |
| ---------- | ---------------- |
|            | Unione Sovietica |
|            | Germania Est     |
|            | Cecoslovacchia   |
| 4          | Bulgaria         |
| 5          | Polonia          |
| 6          | Italia           |
| 7          | Ungheria         |
| 8          | Paesi Bassi      |
| 9          | Germania Ovest   |
| 10         | Spagna           |
| 11         | Finlandia        |
| 12         | Austria          |